# Beatrice Lillie
Beatrice Lillie (właśc. Constance Sylvia Gladys Munston; ur. 29 maja 1894 w Cobourg, zm. 20 stycznia 1989 w Henley-on-Thames) – kanadyjska aktorka filmowa i teatralna, piosenkarka.

## Wybrana filmografia
- 1956: W 80 dni dookoła świata jako misjonarka
- 1967: Na wskroś nowoczesna Millie jako pani Meers